# Нариньяни, Алёна Михайловна
Алёна Михайловна Нариньяни (род. 26 июля 1992, Москва) — российская журналистка, специалист в области рекламы, предприниматель, специалист в области криптовалют и технологии блокчейн, инвестор. Внучка известного в СССР фельетониста и журналиста Семёна Давыдовича Нариньяни. Работала в газетах «Известия», «Суд идёт», «Комсомольская правда». В качестве внештатного автора сотрудничала с «Независимой газетой», «Российской газетой» и другими изданиями. Создательница Ассоциации (Агентства) независимой журналистики и маркетингового агентства Crypto-A (лучшее агентство для продвижения блокчейн и крипто-проектов на территории РФ в 2019 году).

## Биография
Журналистикой занимается с 14 лет. После окончания школы поступила в Московский авиационный институт, но прервала учёбу на 4-м году курсе. Поступила и с успехом окончила Московский государственный университет культуры и искусств.
В 2008—2010 годах активно сотрудничала с газетой «Известия». Также публиковалась в «Деловом Петербурге» и других национальных и региональных изданиях. Общее число публикаций в различных СМИ составляет несколько сотен. На основе публикаций Нариньяни в газете «Суд идёт» издательством АСТ в 2009—2011 годах была выпущена серия книг «Антикидалово». В 2013 году, как генеральный директор ООО «Агентство независимой журналистики», Нариньяни была выдвинута на национальную премию в области медиабизнеса «Медиа-Менеджер России — 2013» в номинации «За значительное повышение качества контента печатных и электронных корпоративных СМИ».

## Книги
- Антикидалово. Юридические аспекты трудоустройства — М., АСТ, АСТ Москва, Хранитель, 2009 г. (ISBN 978-5-17-043138-0, 978-5-9713-6203-6, 978-5-9762-2868-9)
- Беспроцентный кредит. Правда о беспроцентных кредитах в России — М., АСТ, АСТ Москва, Хранитель, 2009 г. (ISBN 978-5-17-044174-7, 978-5-9713-8290-4, 978-5-903912-21-6)
- Брачный контракт. Ваша страховка в мире любви — М., АСТ, АСТ Москва, Хранитель, 2009 г. (ISBN 978-5-17-045107-4, 978-5-9713-6969-1, 978-5-9762-5198-4, 978-985-16-4362-8)
- Как заработать на недвижимости — М., АСТ, АСТ Москва, Хранитель, 2009 г. (ISBN 978-5-17-052240-8, 978-5-9713-9705-2, 978-5-903912-65-0)
- Купить квартиру в кредит — М., АСТ, АСТ Москва, Хранитель, 2010 г. (ISBN 978-5-17-052156-2, 978-5-9713-9720-5, 978-5-903912-73-5)
- Как открыть своё дело без начального капитала — М., АСТ, АСТ Москва, Хранитель, 2011 г. (ISBN 978-5-17-052155-5, 978-5-9713-8477-9, 978-5-903912-28-5)

## Достижения
- В 2008 году заняла второе место на Российском студенческом фестивале социальной рекламы в номинации «Социальная публикация» с циклом публикаций «Газпром-детям»
- В 2009 году получила диплом всероссийского конкурса журналистских работ «Дороги XXI век»
- В 2013 году номинирована на соискание Национальной премии «Медиа-менеджер года»
- В 2013 году победитель конкурса журналистики «Основа Роста» в номинации «Лучшая публикация в федеральных интернет-СМИ»
- В 2013 году призёр конкурса журналистики «Основа Роста» в номинации «Лучшая журналистская работа на тему молодёжного предпринимательства»
- В 2017 году получила премию Правительства Москвы «За вклад в развитие столичного предпринимательства»